# دریاچه شالقار
دریاچه شالقار (قزاقی: Шалқар) یک دریاچه در کشور قزاقستان است.